# إليمر تاكاس
إليمر تاكاس (بالمجرية: Takács Elemér)‏ هو لاعب رماية مجري، (و. 1889  م).

## وصلات خارجية
- إليمر تاكاس على موقع أوليمبيديا (الإنجليزية)